# Георги-Маноел Димитров
Георги-Маноел Димитров е български актьор и певец.

## Биография
Роден на 2 август 1995 г. в София, Република България.
През май 2014 г. завършва средното си образование в 22-ро средно училище „Георги С. Раковски“ с профил испански език.
През 2014 г. е приет в НАТФИЗ „Кръстю Сарафов“ в специалност „Актьорско майсторство за куклен театър“ при проф. Румен Рачев и завършва през 2018 г. с награда „НАЙ-НАЙ-НАЙ“.
През 2020 г. завършва степен „Магистър“ в специалност „Образователен и терапевтичен куклен театър“ при проф. Румен Рачев и доц. Боряна Георгиева.

### Актьорска кариера

#### Кариера в театъра
През периода 2013 – 2014 г. участва в пиесите на трупата на Младежка театрална формация „Студията“ към театър „Сълза и смях“, където играе в представленията „Глупаци“ на Нийл Саймън, „Колко е важно да бъдеш сериозен“ на Оскар Уайлд, „1/2 любов“ – спектакъл на Д. Досева, „Хотел между тоя и оня свят“ на Ерик-Еманюел Шмит, „Криворазбраната цивилизация“ на Добри Войников и други.
Като студент играе в театър „Сълза и смях“ и Драматичен театър „Крум Кюлявков“ в град Кюстендил.
През 2018 г. се присъединява към театралната формация „Сенджу“, а от 2019 г. е артист-солист в Национален музикален театър „Стефан Македонски“.
Снима се в детските предавания „Искам да бъда“ и „Яко“ по БНТ 1, сериалите „Столичани в повече“, „Връзки“ и „Откраднат живот“, научнопопулярния филм „Моят дом“ и други.

#### Дублаж
Между 2016 и 2018 г. озвучава малки роли във филми и сериали в студио „Александра Аудио“.

## Участия в театъра
театър „Сълза и смях“
- 2009 – д-р Зубритски в „Глупаци“ на Нийл Саймън – режисьор Александър Беровски
- „Колко е важно да бъдеш сериозен“ на Оскар Уайлд
- „1/2 любов“ – спектакъл на Д. Досева
- „Хотел между тоя и оня свят“ на Ерик-Еманюел Шмит
- „Криворазбраната цивилизация“ на Добри Войников
- „Дъщерята на самурая“ – режисьор Любомира Костова[4]
- 2013 – Плашилото в „Магьосникът от Оз“ от Лиман Франк Баум – режисьор Александър Беровски
- 2014 – Съдията в „Глупаци“ на Нийл Саймън – режисьор Александър Беровски
- 2016 – Готвача в „Принцеса Мирабела“ по Братя Грим – режисьор Александър Беровски

Общински драматичен театър – град Кюстендил
- 2015 – Съдията в „Лавина“ от Тунджер Джудженоглу – режисьор проф. Румен Рачев и доц. Боряна Георгиева[5]
- 2017 – Баба Магьосница в „Златка златното момиче“ – режисьор Мила Великова
- 2017 – Оловния войник в „Храбрият оловен войник“ по Ханс Кристиан Андерсен – режисьор Лозен Йорданов
- 2018 – „Нероден Петко“, българска народна приказка – режисьор Лозен Йорданов
- 2019 – „Финтът Бекенбауер“ от Станислава Ризова – режисьор Явор Радованов
- 2019 – „Иди – не знам къде, донеси – не знам какво!“, руска народна приказка – режисьори Мая Димитрова и Димитър Димитров

Куклен театър НАТФИЗ
- „Театрален концерт“ – постановка Румен Рачев, режисьор Боряна Георгиева[6]
- „Кино-театър Българан“, авторски спектакъл на проф. Румен Рачев и доц. Боряна Георгиева[7]
- „По пътя...“ – режисьор проф. д-р Любомир Гърбев[8]
- 2015 – „Бялата врана“ от Карел Чапек – режисьор Любомир Колаксъзов

Театър „Възраждане“
- 2020 – Мъж в „Най-бедното място в света“, по пиесата на Галина Д. Георгиева – „Астероид 35 111" – режисьор Станислава Кирилова[9][10][11]

Национален музикален театър „Стефан Македонски“
- „Финтът Бекенбауер“ от Станислава Ризова – режисьор Явор Радованов
- „Влез в моя сън“ – режисьор Александър Мутафчийски
- Фрош в „Прилепът“ от Йохан Щраус – режисьор Марияна Арсенова
- Пипо в „Котаракът Шарл“ (по приказката „Котаракът в чизми“ на Шарл Перо) – режисьор Калина Ангелова
- „Коледен концерт – 2019“, концерт спектакъл – режисьор Явор Радованов
- „Новогодишен оперетен бал – 2019“ – режисьор проф. Светозар Донев
- Федя в „Цигулар на покрива“ от Джери Бок – режисьор Небойша Брадич
- Нотариус Киш в „Царицата на Чардаша“ оперета от Имре Калман – режисьор Марияна Арсенова
- „Копче за сън“ от Валери Петров – режисьор Марина Генкова
- „Принцесата на цирка“ – оперета от Имре Камлан – режисьор Юлия Маринова
- „Една нощ във Венеция“ – оперета от Йохан Щраус – режисьор Светозар Донев
- „Ян Бибиян“ от Елин Пелин – режисьор Явор Радованов
- „Ухание на пури и джаз“ (мюзикъл по романа „Великият Гетсби“) – режисьор Бойко Илиев
- „Зайченцето бяло“, мюзикъл за деца по песента на Петър Ступел и Леда Милева – режисьор Александър Мутафчийски[12]
- „Лелята на Чарли“, мюзикъл по мотиви от едноименната комедия на Томас Брандън – режисьор Иван Панев
- „Графиня Марица – чардаш, шоколад и рокендрол“ – оперета от Имре Калман – режисьор Марияна Арсенова

Кино-театър „Освобождение“
- „Иссън Боши“, японска народна приказка – режисьор Любомира Костова

## Филмография
- „Моят дом“ (2009) – научнопопулярен филм, режисьор Ваня Иванова
- „Връзки“ (2014), режисьор Виктор Божинов
- „Столичани в повече“ (2015), режисьор Александър Косев
- „Забравена“ (2019) – Продавач, режисьор Одед Ръскин
- „Джобният Херкулес: Наим Сюлейманоглу“ (2019) – Асистент, режисьор Йозеф Фейзоглу и Хилал Сарал
- „Откраднат живот“ (2021) – Младен, режисьор Яна Титова

Късометражни филми
- „Към“ – режисьор Елена Георгиева
- „Йероглифът“ – режисьор Албена Иванова
- „Калпазанска баница“ – режисьор Юлиан Рачев

## Дублаж
Сериали
- „Елена от Авалор“, 2018
- „Искрица и Сияйница“, 2018
- „Кърби Бъкетс“, 2016
- „Пламъчко и машините“, 2018
- „Псевдокотка“, 2017

Филми
- „Бебе Бос“, 2017
- „Ела, изпей!“, 2016
- „Емоджи: Филмът“, 2017
- „Кучешки живот“, 2017
- „Ледена епоха 5: Големият сблъсък“, 2016
- „Тролчета“, 2016

## Гостувания в телевизионни предавания
- 20 септември 2019 г. – „Лице в лице“ (със Станислава Ризова), bTV[13][14]

## Други дейности
През 2018 г. до 2021 г. е преподавател по актьорско майсторство в АИМИ „Студията“ в град София.
От 2020 г. е асистент-преподавател по актьорско майсторство за куклен театър в класовете на проф. Румен Рачев и доц. Боряна Георгиева.
През 2022 г. е докторант в НАТФИЗ „Кръстю Сарафов“.

## Награди и номинации
- 2010 – Първа награда за мъжка роля – д-р Зубритски в постановката „Глупаци“ на Нийл Саймън в Съюза на Софийските народни читалища
- 2010 – Първа награда за мъжка роля – д-р Зубритски в постановката „Глупаци“ на Нийл Саймън във фестивала „Океан от любов“, гр. Пазарджик
- 2010 – Втора награда за мъжка роля – д-р Зубритски в постановката „Глупаци“ на Нийл Саймън в XIII Национален фестивал на любителските театри с международно участие, гр. Каварна
- 2011 – Втора награда за мъжка роля – Джак в постановката „Колко е важно да бъдеш сериозен“ по Оскар Уайлд в Съюза на Софийските народни читалища
- 2012 – Награда за най-чаровен млад актьор – 1/2 любов, авторски спектакъл на Дияна Досева в XV Национален фестивал на любителските театри с международно участие, гр. Каварна
- 2013 – Награда за актьорско майсторство – „RГолям“ или накратно „Ъъъ!“ по Ханох Левин в Съюза на Софийските народни читалища
- 2018 – Специална награда на журито – танцово участие в кавъра на песента „I'm so sexy“ в AnimeS Expo, гр. София
- 2018 – Награда „НАЙ-НАЙ-НАЙ“ за актьор в куклен театър във НАТФИЗ, отличник на випуск 2018 г.
- 2018 – Благодарствена грамота – за участие на празничен концерт, посветен на българската и арабската култура в Дружество на ООН в България
- 2019 – Сертификат – за принос към фестивала „Магията на Изтока“, посолство на република Индонезия
- 2019 – Награда за „Най-ярка актьорска игра“ – за ролята на Зона в постановката „Финтът Бекенбауер“ на Станислава Ризова в Седмия международен фестивал „Приятели на България“, гр. Албена